# George Schetky
George Schetky   (Edimburg, 1 de juny de 1776 - Filadèlfia, 11 de desembre de 1831) fou un compositor, violoncel·lista i editor de música escocès-estatunidenc.
Era fill del violoncel·lista i compositor alemany Johann Georg Christoph Schetky que va marxar a Filadèlfia el 1787, on el seu oncle, el compositor Alexander Reinagle, va tenir un paper important en la vida musical. Va exercir allà com a violoncel·lista i va treballar com a professor, compositor i director d'orquestra. Des de 1803, va publicar The Musical Journal for the Piano Forte amb Benjamin Carr, la primera revista musical que es va publicar als Estats Units. Del 1806 al 1811 va ser soci de Carr a l'editorial musical Carr & Schetky. A més, també va exercir de forma independent com a editor.
Des del 1809 Schetky fou membre dels amateurs de la música, predecessor de la Societat de Fons Musicals de Filadèlfia, de la qual fou cofundador el 1820. Per protestar contra la guerra britànica-americana, va anar a Escòcia el 1812, on es va casar amb una cosina, filla del també músic Joseph Reinagle i, d'on va tornar als Estats Units el 1817. Només algunes de les seves composicions han sobreviscut, incloent sis cançons i algunes danses i obres de piano.